# La signora è di passaggio
La signora è di passaggio (La Passante du Sans-Souci) è un film del 1982 diretto da Jacques Rouffio.
Il soggetto è tratto dal romanzo del 1936 La passante du Sans-Souci di Joseph Kessel.
È stata l'ultima pellicola interpretata dall'attrice austriaca Romy Schneider, morta mentre il film era ancora in programmazione nelle sale. L'attrice volle dedicare il film al figlio David morto tragicamente l'anno prima e all'ex marito Harry Meyen.

## Trama
Max Baumstein, presidente di una associazione umanitaria, uccide a sangue freddo l'ambasciatore del Paraguay nel corso di una intervista. Durante il processo si scopre che l'ambasciatore era stato un ufficiale nazista, responsabile dello sterminio della sua famiglia.

## Produzione
Le riprese del film furono interrotte diverse volte. Iniziate nel maggio 1981 furono interrotte quando Romy Schneider fu costretta a sottoporsi a un intervento per la rimozione di un tumore. Nel luglio 1981 il figlio di Romy, David, morì tragicamente e le riprese furono nuovamente interrotte e riprese solamente nel mese di ottobre.
Il Café Sans-Souci, luogo di svolgimento del film era, nel romanzo originale a Pigalle. Le scene del film relative sono state girate nel XV arrondissement di Parigi nei pressi della metro Balard. Alcune scene si svolgono nel ristorante Bouillon Chartier di Parigi e a Berlino.

## Riconoscimenti
- 1983 – Premio César
  - Miglior sonoro a William Robert Sivel e Claude Villand